# Демографија Хрватске

### Краљевство Хрватска-Славонија попис становништва1910. године
Хрватска-Славонија (Са целим Сремом до Земуна и без Истре, Далмације, Међимурја и Барање) је по том попису имала 2.621.954 становника. Хрвата је било 1.638.354 (62.5%), следе Срби са 644,955 (24.6%), Немци са 134,078 (5%), Мађари са 105,948 (4.1%), остали са 98,619 (3.8%).

### попис становништва1948. године
Хрватска је по том попису имала 3.756.807 становника, Хрвата је било 2.975.399 (79,2%), следе Срби са 543.795 (14,5), Мађари са 51.399 (1,4%), Словенци са 38.734 (1%), Црногорци са 2.871 (0,1%), Македонци са 1.387, Муслимани са 1.077 и Албанци са 635 становника.
Етнички састав Хрватске 1953.

### попис становништва1953. године
Тада је пописано укупно 3.918.817, а по националности Хрвата је било 3.117.513 (79,55), Срба 588.411 (15,02%), Мађара 47.711 (1,4%), Словенаца 43.010 (1%), Муслимана 16.185 (0,4%), Црногораца 5.128 (0,1%), Македонаца 2.385 (0,1%), Рома 1.261 и Албанаца 1.001.

### попис становништва1961. године
Укупан број становника је био 4.159.696, од тога Хрвата 3.339.841 (80,3%), Срба 624.985 (15%), Мађара 42.347 (1%), Словенаца 39.101 (0,9%), Југословена 15.559 (0,3%), Црногораца 7.465 (0,2%), Македонаца 4.381 (0,1%), Муслимана 3.113 (0,1%), и Албанаца 2.126 (0,1%).

### попис становништва1971. године
Укупна број становника је био 4.426.221, од тога Хрвата је било 3.513.647 (79,4%), Срби 626.789 (14,2%), Југословени 84.118 (1,9%), Мађари 35.488 (0,8%), Словенци 32.497 (0,7%), Чеси 19.001, Муслимани 18.457 (0,4%), Италијани 17.433, Црногорци 9.706 (0,2%), Словаци 6.482, Македонци 5.625 (0,1%), Албанци 4.175 (0,1%), Русини 3.728, Немци 2.971, Јевреји 2.845, Украјинци 2.793, Роми 1.257, Руси 1.240, Пољаци 819, Румуни 792, Бугари 676, Аустријанци 352, Турци 221, Власи 13, остали 852, неопредељени 15.798 и непознато 18.626;

### попис становништва1981. године
Пописано је 4.601.469 становника, а по националности Хрвата 3.454.661 (75,1%), Срба 531.502 (11,6%), Југословена 379.057 (8,2%), Мађари 25.439 (0,6%), Словенци 25.136 (0,6%), Муслимани 23.740 (0,5%), Чеси 15.061, Италијани 11.661, Црногорци 9.818 (0,2%), Словаци 6.492, Албанци 6.006 (0,1%), Македонци 5.362 (0,1%), Роми 3.858 (0,1%), Русини 3.321, Украјинци 2.515, Немци 2.175, Пољаци 758, Руси 758, Румуни 609, Бугари 441, Турци 320, Јевреји 316, Аустријанци 267, Грци 100, Власи 16, остале мањине 1.553, регионално опредељени 8.657, национално неопредељени 17.133 и непознато 64.737;

### попис становништва1991. године
Пописано је 4.784.265 становника, од тога: Хрвати - 3.736.356 (78,09%), Срби - 581.663 (12,15%), Југословени - 106.041 (2,21%), Муслимани - 43.469, Словенци - 22.376, Мађари - 22.355, Италијани - 21.303, Чеси - 13.086, Албанци - 12.032, Црногорци - 9.724, Роми - 6.695, Македонци - 6.280, Словаци - 5.606, Русини - 3.253, Немци - 2.635, Украјинци - 2.494, Румуни - 810, Руси - 706, Пољаци - 679, Јевреји - 600, Бугари - 458, Турци - 320, Грци - 281, Аустријанци - 214, Власи - 22, остале мањине - 3.012, регионално опредељени - 45.493, национално неопредељени - 73.376 и непознато - 62.926;

### попис становништва2001. године
Попис је показао знатно другачију етничку структуру. Укупан број становника је мањи и износи 4.437.460 од тога је Хрвата 3.977.171 (89,63%), Срба 201.631 (4,54%), Бошњака 20.755 (0,47%), Италијана 19.636 (0,44%), Мађара 16.595 (0,37%), Албанаца 15.082 (0,34%), Словенаца 13.173 (0,3%), Чеха 10.510 (0,24%), Рома 9.463, Црногораца 4.926, Словака 4.712, Македонаца 4.270, Немаца 2.902, Русина 2.337, Украјинаца 1.977, Руса 906, Јевреја 576, Пољака 567, Румуна 475, Бугара 331, Турака 300, Аустријанаца 247, Влаха 12, осталих националности (укључујући Југословене и Муслимане) је било 21.801, регионално опредељених 9.302 (углавном у Истри, Далмацији, Славонији и Дубровнику), велик је број неизјашњених лица 79.828, а лица непознате националности је 17.975. Број становника је највише смањен у Вуковарско-сремској жупанији (преко 25.000), Осјечко-барањској (мање 35.000 становника у односу на 1991. годину), Личко-сењској (30.000), Задарској (50.000), Шибенско-книнска (40.000), Карловачка (40.000), Сисачко-масловачка (65.000) итд. По религијској припадности највише је Католика 87,8%, Православаца 4,4%, Муслимана 1,3%. Хрватски језик је већински као матерњи за 96,1% становништва, други по бројности је српски и говори га 1% становништва.
Етничка карта Хрватске 2021. године

### осталидемографскипоказатељи
Просечна старост становништва је 40,3 године (мушкарци 38,3, а жене 42,1 годину), индекс старења је висок, стопа наталитета је 9,61 промил (2006. процена), стопа морталитета 11,48 промила (2006. процена) па је природни прираштај негативан и износи -1,87 промила. Стопа смртности одојчади је 6,72 промила, а очекивано трајање живота 74,68 година. Стопа укупног фертилитета је 1,4. Писменост је висока и износи 98,5% укупног становништва.